# FS D.445
Die Baureihe D.445 ist eine Diesellokomotivbaureihe der italienischen Staatsbahnen Ferrovie dello Stato (FS). Zwischen 1974 und 1988 wurden insgesamt 150 Maschinen in drei Serien gebaut.
Die Fahrzeuge wurden auf dem italienischen Festland sowie auf der Insel Sardinien überwiegend vor Personenzügen eingesetzt. Mit Stand 2024 beschränken sich die Einsätze inzwischen auf die Toskana und Kalabrien.

## Bauserien

### Erste Bauserie
Die erste Bauserie der Baureihe D.445 umfasst 35 Fahrzeuge, durchnummeriert von 1001 bis 1035. Die Lokomotiven besaßen im Gegensatz zu den beiden anderen Bauserien noch gebogene Fensterscheiben und keine Wendezugsteuerung. Die Frontscheiben wurden ab 1980 durch flache ersetzt.

### Zweite Bauserie

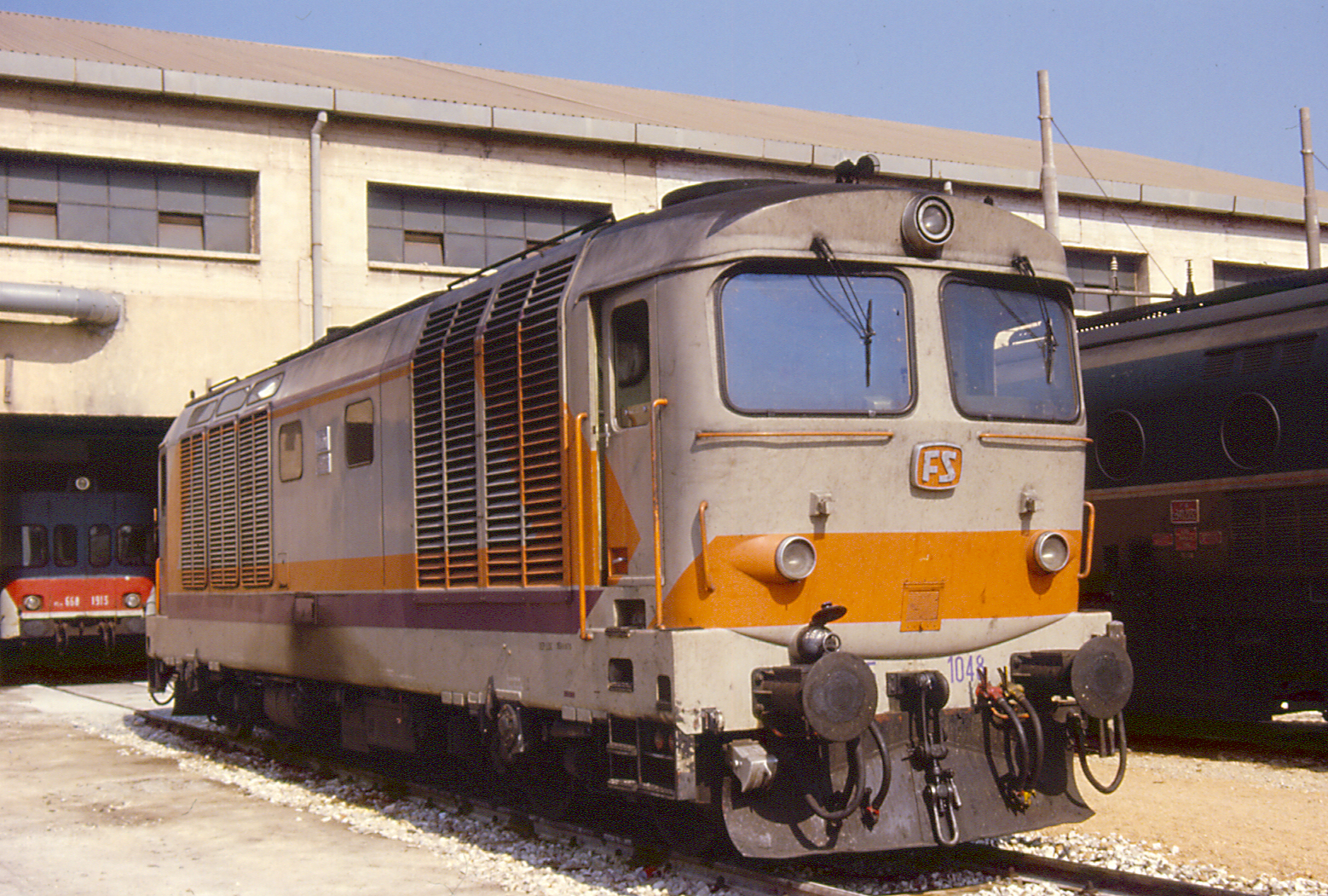
Exemplar der zweiten Serie

Die zweite Bauserie umfasst 20 Fahrzeuge mit den Betriebsnummern 1036 bis 1055. Im Gegensatz zur ersten Bauserie besitzt die zweite Bauserie eine Wendezugsteuerung und keine gebogenen Fensterscheiben.

### Dritte Bauserie
Die dritte ist mit insgesamt 95 in Dienst gestellten Fahrzeugen die größte Bauserie der FS D.445. Die Fahrzeuge haben die Betriebsnummern 1056 bis 1150 erhalten und besitzen, wie auch die zweite Bauserie, eine Wendezugsteuerung und flache Frontscheiben. Darüber hinaus besitzt die dritte Bauserie fünf anstatt der bei den beiden anderen Bauserien üblichen drei Scheinwerfer an jedem Führerstand.

## Technik
Die Lokomotiven werden mittels eines Zwölfzylinder-Dieselmotor des Typs A2112 SSF von FIAT angetrieben. Dieser wirkt auf eine Welle mit Schwungrad, auf der zwei Generatoren sitzen. Diese versorgen zwei achtpolige Gleichstrom-Fahrmotoren von AnsaldoBreda mit elektrischer Energie. Über Hohlwellen-Getriebe werden beide Radsätze eines Drehgestells von einem einzigen Motor angetrieben.
Beide Federstufen der Lokomotive wurden mit Schraubenfedern realisiert.

## Verbleib
Mit der Einführung neuer Triebzüge sinkt der Bedarf für Diesellokomotiven. Bis Juni 2024 wurden 36 Lokomotiven verschrottet und 39 abgestellt. Etwa 60 Lokomotiven werden noch im Regionalverkehr in der Toskana eingesetzt oder bespannen ein InterCity-Zugpaar in Kalabrien oder vereinzelt Güterzüge.